# معركة سوزدال
معركة سوزدال حدثت في 7 يوليو، 1445 بالقرب من سوزدال بين قوات دوق موسكو فاسيلي الثاني، وقوات تتار قازان تحت قيادة الأمراء محمود خان ويعقوب التي أرسلت إلى روسيا من قبل الخان أولوغ محمد. كانت نتيجة المعركة هي الهزيمة الكاملة لجيش موسكو والقبض على الدوق الأكبر. معركة أقرت نتائج مؤسفة بالنسبة لحملات فاسيلي الثاني ضد تتار كازان و عواقب وخيمة على إمارة موسكو.

## الخلفية
الاستيلاء على عرش قازان، بدأ الخان أولوغ محمد تنظيم غارات منتظمة على الأراضي الروسية منذ عام 1439. بحلول منتصف عقد 1440 كانت الغارات متكررة بشكل ملحوظ، في 1444 بدأ الخان في وضع خطط لضم نيجني نوفغورود، والتي تربطها علاقات وثيقة مع أمراء سوزدال. نشأ صراع شرس بين أمير موسكو فاسيلي الثاني و خان قازان من أجل ضم نيجني نوفغورود، التي كانت آنذاك مدينة الفولغا الغنية ومركز استراتيجي مهم. في شتاء 1444 استولي الخان علي نيجني نوفغورود، وقد تقدم إلى أبعد من ذلك، واستولي علي موروم. وردا على هذه الأعمال جمع فاسيلي الثاني قواته وسار من موسكو خلال عيد الغطاس. 6 يناير 1445، كان الدوق الأكبر بالفعل في فلاديمير. وفقا للسجلات قاد فاسيلي الثاني قوة كبيرة لمواجهة الخان ولكن كتيبة الخان تراجعت إلى مدينة نيجني نوفغورود. لكن بعدها تم صد الكتيبة عند المدينة، وهزم التتار قرب موروم و غوروخوفيتس. بعد إكمال الحملة بنجاح، عاد الدوق الأكبر إلى موسكو.

## حملة1445
في ربيع 1445 أرسل الخان أولوغ محمد ابنيه محمود ويعقوب في حملة ضد روسيا. عند علم فاسيلي الثاني بذلك لم يهتم كثيرا بالأمر، حيث طمأنته نجاحات العام الماضي وانتصاراته. من موسكو ألقي الدوق الأكبر خطابا في يورييف، ثم وصل المحافظون فيودور دولغولدوف ويوري درانيتسا الذين تركوا نيجني نوفغورود. الحملة كانت سيئة التنظيم: الأمراء إيفان وميخائيل أندريفيتش وفاسيلي ياروسلافوفيتش وصلوا إلى الدوق الأكبر بقوات صغيرة، ولم تشارك ديمتري شيماكا في الحملة علي الإطلاق. وفقا للمؤرخ نيكولاي بوريسوف يقدر قوة جيش الدوق الأكبر بحوالي ألف ونصف جندي، مشيرًا إلى أنه أحد الأسباب التي جعلت الأمراء يفضلون ترك جزء كبير من قواتهم هو حمايتهم من الليتوانيين.

## المعركة
في 6 يوليه 1445 استقر جيش صغير في موسكو بالقرب من في دير سباسو إيففيميف بالقرب من سوزدال. قوات الأمير التتاري بردادات الذي جاء لمساعدة الدوق الأكبر من الحدود الغربية، وصلت في ذلك الوقت يورييف-بولسكي. سرعان ما تبع ذلك إنذار كاذب، وبعد ذلك، هدأ الأمراء، حتى وقت متأخر من الليل، في الاحتفالات والشرب.
في صباح يوم 7 يوليو، التتار عبرت نهر نيرل. باسيل الثاني أعطى الاوامر. وقعت الصدامات الأولى مع التتار في الميدان على الجانب الأيسر من دير سانت-إيثيميوس. كان النصر يميل إلى جانب الروس، وبعد فترة تحول التتار إلى الهروب. اندفع الروس إلى مطاردتهم، على طول الطريق استمروا في نهب الجرحى وقتل جنود التتار.سرعان ما تحول جيش كازان وبشكل غير متوقع لضرب أفواج موسكو. بدأت معركة جديدة حيث فاز التتار بنصر حاسم. قاتلوا بشجاعة و أسروا الدوق الأكبر ونفس المصير حل بميخائيل أندريفيتش مع العديد من النبلاء والفرسان. لكن الأميران إيفان أندريفيتش وفاسيلي ياروسلافيتش استطاعوا الهرب. الروس تكبدوا خسائر كبيرة. جيش التتار، الذي يبلغ عدده 3500 جندي فقد في المعركة فقط 500 شخص. في طريق ملاحقة الفارين، انغمس جيش كازان في النهب والقتل وحرق القرى و القبض على الأسري.

## ما بعد المعركة
كانت للمعركة عواقب وخيمة على إمارة موسكو. الإستيلاء علي سوزدال، التتار بعد 3 أيام تعمقوا في البلاد، وانتقلوا إلى فلاديمير. في 23 أغسطس عاد الأمراء إلى نيجني نوفغورود. 1 أكتوبر, وأطلق سراح فاسيلي، مع سجناء آخرين، إلى وطنه مقابل فدية ضخمة (وفقا لبيانات نوفغورود بلغت الفدية 200,000 روبل، ووفقا لبسكوف — 25,000 روبل) يرافقه فرقة التتار.

## الأدب
- Зимин А. А. (1991). Витязь на распутье:феодальная война в России XV в. М.: Мысль. ISBN:5-244-00518-9.